# Sandauerholz
Sandauerholz ist ein Ortsteil der Gemeinde Iden im Landkreis Stendal in Sachsen-Anhalt.

## Geographie

### Lage
Das Dorf Sandauerholz liegt 30 Kilometer nordöstlich von Stendal und 3 Kilometer westlich von Sandau (Elbe) am Rand vom Biosphärenreservat Mittelelbe in der Altmark.
Südöstlich des Dorfes, nahe Büttnershof, quert die Gierseilfähre Sandau bei Stromkilometer 416,2 die Elbe und stellt damit die Verbindung zum rechten Elbufer und zur Bundesstraße 107 her.
Das Gebiet um Sandauerholz wird im Westen von den Resten alter Elbarme begrenzt, den Gräben des Sandauerholz Polders mit dem Schlafdeich, seit 1978 als Naturschutzgebiet „Alte Elbe zwischen Kannenberg und Berge“ unter Schutz gestellt.
Nachbarorte sind Kannenberg im Westen, Berge im Norden, Sandau (Elbe) im Osten, Büttnershof im Süden und Germerslage im Südwesten.

### Ortsteilgliederung
Zum Ortsteil Sandauerholz gehören neben dem Dorf Sandauerholz, die früheren Wohnplätze Am Elbdeich, Am Gänsebring (oder Gänsebrink) und der Fährkrug an der Elbfähre.

## Geschichte
Die erste Erwähnung des Ortsnamens konnte nicht ermittelt werden. Der Ort entstand als Kolonie in einem Sandauer Holzrevier auf dem westlichen Elbufer, das auch 1820 als zu Sandau gehörig beschrieben wurde.

### Landwirtschaft
Bei der Bodenreform wurden 1945 ermittelt: eine Besitzung über 100 Hektar mit 150 Hektar, 14 Besitzungen unter 100 Hektar mit zusammen 248 Hektar, eine Gemeindebesitzung mit 6 Hektar, eine Besitzung mit 427 Hektar Fläche war von der Roten Armee besetzt und bewirtschaftet. Enteignet wurden zwei Betriebe, ein Bauernhof und das Rittergut Büttnershof. 1948 hatten aus der Bodenreform 54 Vollsiedler jeder über 5 Hektar und 12 Kleinsiedler jeder unter 5 Hektar erworben.

### Eingemeindungen
Nach Wilhelm Zahn gehörte das spätere Dorf zum Jahre 1807 zur östlich der Elbe gelegenen Stadt Sandau, danach zu Schwarzholz. Bei der Volkszählung 1871 war die Colonie Sandauerholz ein Wohnplatz der Gemeinde Germerslage.
Im Jahre 1883 entstand die selbständige Gemeinde Sandauerholz. Am 30. September 1928 wurde der Gutsbezirk Germerslage (mit dem Büttnershof) mit der Landgemeinde Sandauerholz vereinigt.
Am 25. Juli 1952 wurde die Gemeinde Sandauerholz vom Landkreis Osterburg in den Kreis Osterburg umgegliedert. 1965 wurde der Ortsteil Kannenberg von Berge der Gemeinde Sandauerholz zugeordnet, wo er dann verblieb. Am 1. Juli 1994 wurde Sandauerholz dem Landkreis Stendal zugeordnet.
Durch einen Gebietsänderungsvertrag hat der Gemeinderat der Gemeinde Sandauerholz am 12. Januar 2009 beschlossen, dass die Gemeinde Sandauerholz in die Gemeinde Iden eingemeindet wird. Dieser Vertrag wurde vom Landkreis als unterer Kommunalaufsichtsbehörde genehmigt und trat am 1. Juli 2009 in Kraft.
Somit ist Sandauerholz seit dem 1. Juli 2009 ein Ortsteil und gehört gemeinsam mit seinen ehemaligen Ortsteilen Büttnershof, Germerslage und Kannenberg zur Gemeinde Iden.

### Einwohnerentwicklung
| Jahr          | 1871 | 1885 | 1892 | 1895 | 1900 | 1905 | 1910 | 1925 |
| Sandauerholz  | 52   | 42   | 48   | 43   | 95   | 61   | 122  | 324  |
| Am Elbdeich   |      | 06   |      | 02   |      | 01   |      |      |
| Am Gänsebring |      | 05   |      | 03   |      | 07   |      |      |

| Jahr | Einwohner |
| ---- | --------- |
| 1939 | 222       |
| 1946 | 458       |
| 1964 | 307       |
| 1971 | 336       |
| 1981 | 251       |
| 1993 | 234       |

| Jahr | Einwohner |
| ---- | --------- |
| 2006 | 162       |
| 2014 | [00]031   |
| 2015 | [00]027   |
| 2017 | [00]026   |
| 2018 | [00]027   |
| 2020 | [00]023   |

| Jahr | Einwohner |
| ---- | --------- |
| 2021 | [00]24    |
| 2022 | [0]22     |
| 2023 | [0]22     |

Quelle bis 2006, wenn nicht angegeben:

## Religion
Die evangelischen Christen aus Sandauerholz gehörten früher zur Kirchengemeinde Sandau. Die heutige kirchliche Zuordnung konnte nicht ermittelt werden.

## Politik
Die Wählergruppe „Bürgergemeinschaft Sandauerholz“ vertritt die Interessen der Einwohner des Dorfes im Gemeinderat Iden.
Die letzte Bürgermeisterin der Gemeinde war Margret Tappe.

## Sehenswürdigkeiten
- Der Friedhof Sandauerholz liegt knapp einen Kilometer südwestlich des Dorfes am Elberadweg. Er ist ein kommunaler Friedhof der Gemeinde Iden.[11]
- Auf dem Friedhof gibt es ein Grab für drei unbekannte Soldaten aus dem Jahre 1945.[18]

## Verkehr
Es verkehren Linienbusse und Rufbusse von stendalbus.
Westlich des Ortes führt der Elberadweg in Richtung Norden nach Kannenberg.